# Bitwa na wzgórzach Matasiete
Bitwa na wzgórzach Matasiete – starcie zbrojne, które miało miejsce 31 lipca 1817 r. w trakcie wojny o niepodległość Wenezueli.
13 lipca 1817 r. na wyspie Margarita wylądował oddział 2000 Hiszpanów oraz 6000 Kreolów dowodzonych przez generała Pablo Morillo. Rojaliści rozpoczęli żmudny marsz przez wyspę, staczając liczne walki z dobrze zorganizowanymi i uzbrojonymi wojskami powstańczymi. W trakcie walk Hiszpanie ponosząc znaczne straty najpierw zdobywali po czym tracili miasta na rzecz Wenezuelczyków. 31 lipca Hiszpanie zaatakowali główne miasto wyspy La Asunción. Wojska powstańcze dowodzone przez generała Francisco Estebana Gómeza przygotowały obronę na dobrze umocnionych pozycjach na wzgórzach Matasiete. W zaciekłej walce Hiszpanie zostali odparci i zmuszeni do odwrotu, tracąc 1800 zabitych i rannych. Generał Morillo na czele resztek armii (800 ludzi) opuścił wyspę 17 sierpnia 1817 r.